# Cycnoches loddigesii
Cycnoches loddigesii là một loài phong lan trong họ Orchidaceae. Nó là loài điển hình của chi Cycnoches.

## Hình ảnh

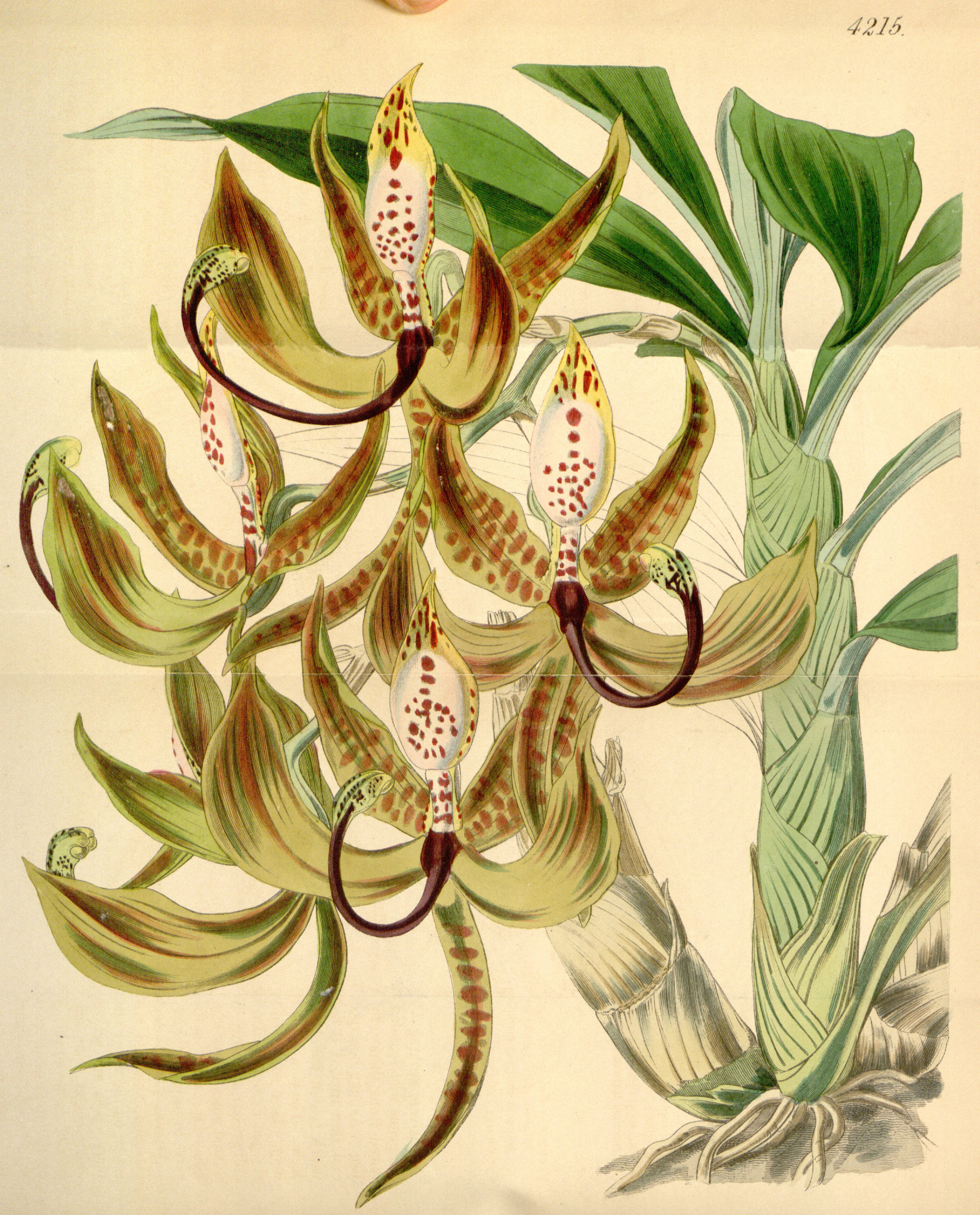
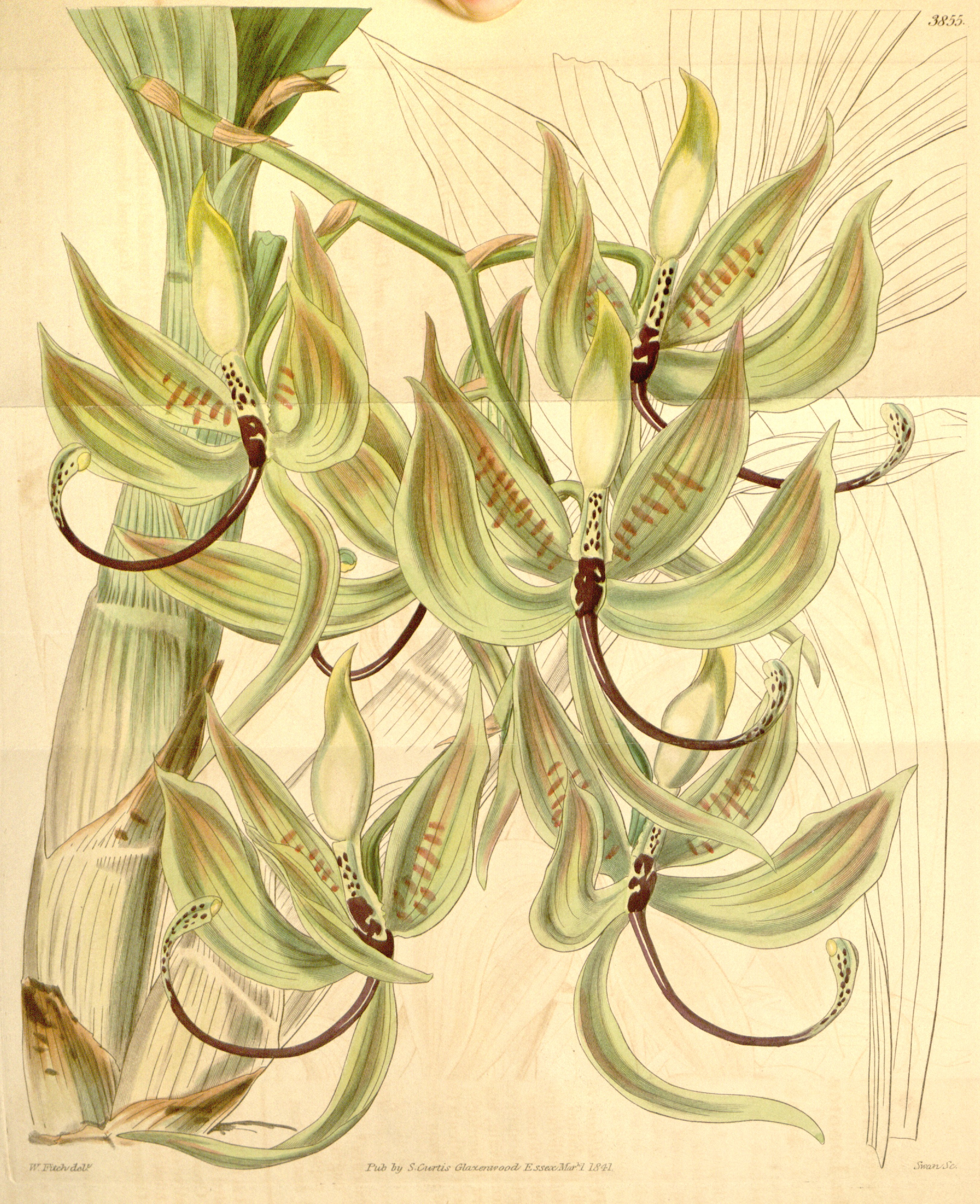
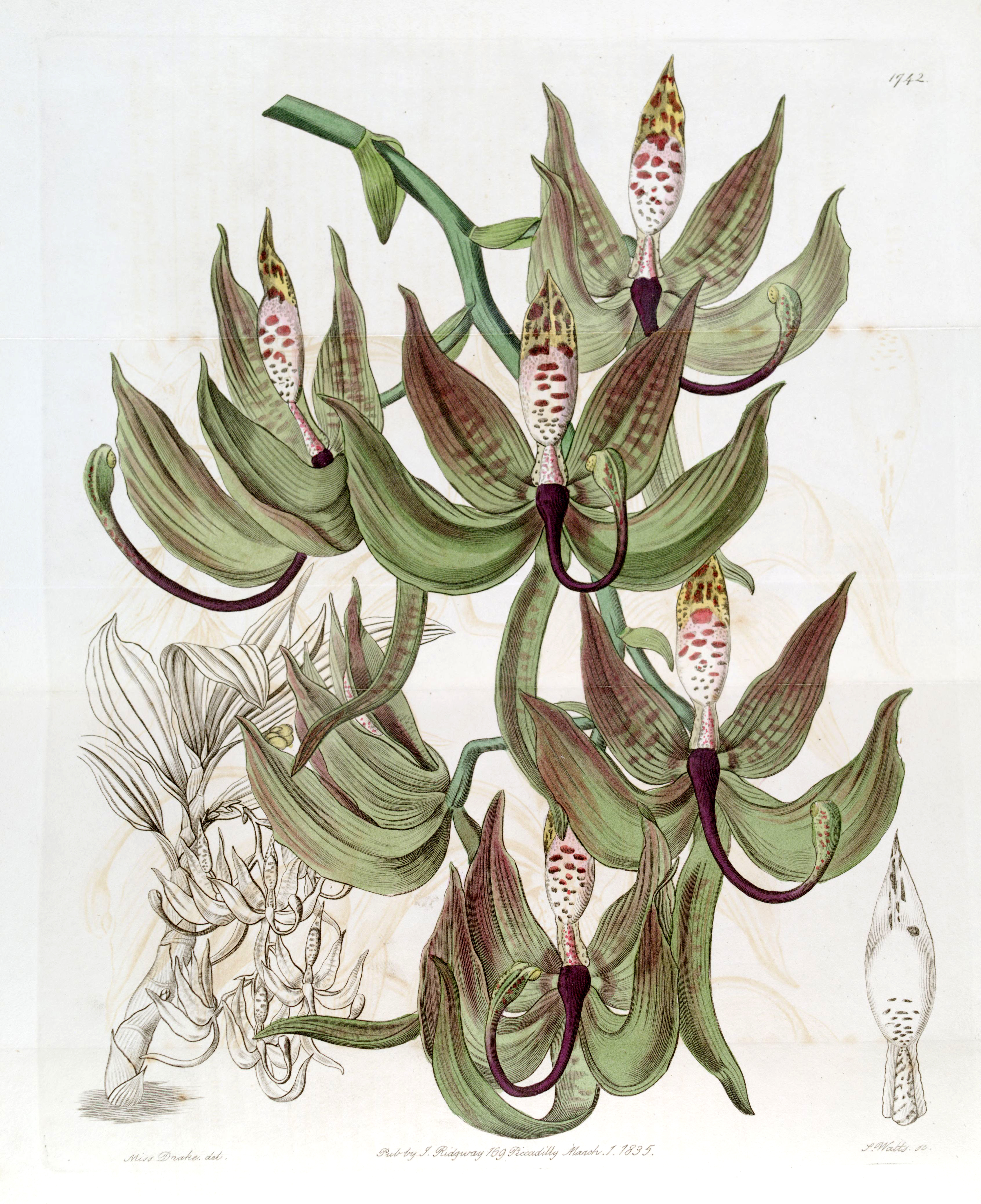